# Playahitty
Playahitty war ein italienischer Eurodance-Act, der von dem Songwriter und Produzenten Emanuele Asti gegründet wurde.
Der Gesang zum Projekt stammte bis 1997 von Giovanna Bersola aka Jenny B. Sie ist eine der wichtigen, aber wenig berühmten Stars des 1990er Eurodance-Booms und lieh vielen Tracks ihre Stimme, darunter auch The Rhythm of the Night von Corona. Daher kommt der Irrglaube, dass The Summer Is Magic ein Lied von Corona sei. Wie in der damaligen Zeit nicht unüblich, engagierte man als Gesicht und Aushängeschild des Projekts ein Model. Im Fall von Playahitty handelte es sich um die Französin Marion.
Die Single The Summer Is Magic bedeutete 1994 den Durchbruch für Playahitty und brachte dem Act Chartplatzierungen in ganz Europa. Mit 1-2-3! (Train with Me) folgte ein Jahr später ein weiterer internationaler Charterfolg. I Love the Sun platzierte sich 1996 ausschließlich in der italienischen Hitparade von Musica e dischi.

## Diskografie

### Singles
| Jahr | Titel                  | Höchstplatzierung, Gesamtwochen, AuszeichnungChartplatzierungen (Jahr, Titel, Platzierungen, Wochen, Auszeichnungen, Anmerkungen) | Höchstplatzierung, Gesamtwochen, AuszeichnungChartplatzierungen (Jahr, Titel, Platzierungen, Wochen, Auszeichnungen, Anmerkungen) | Höchstplatzierung, Gesamtwochen, AuszeichnungChartplatzierungen (Jahr, Titel, Platzierungen, Wochen, Auszeichnungen, Anmerkungen) | Höchstplatzierung, Gesamtwochen, AuszeichnungChartplatzierungen (Jahr, Titel, Platzierungen, Wochen, Auszeichnungen, Anmerkungen) | Anmerkungen                                                            |
| Jahr | Titel                  | DE | AT | CH | IT | Anmerkungen                                                            |
| ---- | ---------------------- | --- | --- | --- | --- | ---------------------------------------------------------------------- |
| 1994 | The Summer Is Magic    | DE39 (12 Wo.)DE | AT14 (12 Wo.)AT | CH12 (14 Wo.)CH | IT2 (15 Wo.)IT | Autoren: Stefano Carrara, Emanuele Asti                                |
| 1995 | 1-2-3! (Train with Me) | — | AT21 (11 Wo.)AT | CH46 (2 Wo.)CH | IT4 (11 Wo.)IT | Autoren: Francesco Pini, Stefano Carrara, Emanuele Asti                |
| 1996 | I Love the Sun         | — | — | — | IT15 (6 Wo.)IT | Autoren: Gabriele Branca, Luca Piccoli, Stefano Carrara, Emanuele Asti |

weitere Singles
- 1997: Another Holiday
- 1998: The Man I Never Had
- 2002: The Summer Is Magic (vs. Sasha de Vries)
- 2008: The Summer Is Magic 2008
- 2010: Best Summer Hits EP